# ييبي كيير (لاعب كرة قدم مواليد 2004)
ييبي كيير (مواليد 1 مارس 2004) هو لاعب كرة قدم دنماركي يلعب كجناح في أكاديمية أياكس أمستردام.

## روابط خارجية
- ييبي كيير (لاعب كرة قدم مواليد 2004) على موقع اتحاد النرويج (النرويجية)
- ييبي كيير (لاعب كرة قدم مواليد 2004) على موقع قاعدة بيانات كرة القدم.إي يو (الإنجليزية)
- ييبي كيير (لاعب كرة قدم مواليد 2004) على موقع Soccerbase.com (لاعب) (الإنجليزية)
- ييبي كيير (لاعب كرة قدم مواليد 2004) على موقع Soccerway.com (الإنجليزية)
- ييبي كيير (لاعب كرة قدم مواليد 2004) على موقع عالم كرة القدم.نت (الإنجليزية)